# San'yōdō
San'yōdō (山陽道?) es un término en japonés que se refiere tanto a una antigua división del país, que corresponde a la mayor parte de lo que actualmente constituye la región San'yōdō; así como al principal camino que lo atraviesa. 
La región fue establecida como parte del Gokishichidō (cinco provincias y siete caminos) durante el período Asuka.
El camino sirvió tuvo un rol importante estratégica y logísticamente durante la historia de Japón. El Emperador Go-Daigo en el siglo XIV, Toyotomi Hideyoshi en el siglo XVI y muchas otras personalidades lo utilizaron para huir durante algún conflicto o movilizar sus tropas.
La autopista moderna Ruta 2, la vía rápida San'yō y la Línea principal San'yō de la Japan Railway siguen aproximadamente la antigua ruta del San'yōdō.